# دبیرخانه بخش پوجاپیتیا
دبیرخانه بخش پوجاپیتیا (به لاتین: Poojapitiya Divisional Secretariat) یک منطقهٔ مسکونی در سری‌لانکا است که در ناحیه کندی واقع شده‌است.